# تپه سیل اسماعیل گبر
تپه سیل اسماعیل گبر مربوط به دوران پیش از تاریخ ایران باستان - است و در شهرستان نهاوند، بخش خزل، روستای گور نصیب واقع شده و این اثر در تاریخ ۲۴ اسفند ۱۳۸۳ با شمارهٔ ثبت ۱۱۴۲۸ به‌عنوان یکی از آثار ملی ایران به ثبت رسیده است.